# Hospital Comarcal del Noroeste
El Hospital Comarcal del Noroeste es un hospital gestionado por el Servicio Murciano de Salud, organismo perteneciente a la Consejería de Salud de la Comunidad Autónoma de la Región de Murcia. Está situado en el municipio de Caravaca de la Cruz. Su abreviatura oficial es HCN.

## Historia
Tras la creación del Insalud, la Región comenzó la construcción de una red de hospitales en la Región. Este hospital fue inaugurado en 1986, contando en ese momento con 8 servicios al paciente.
Desde entonces, se han realizado diversas actuaciones de mejora en las instalaciones, y actualmente se encuentra en construcción un nuevo Hospital de Día, consultas y UCI.

## Características
Cuenta con una extensión de 19.023 m². El conjunto arquitectónico está compuesto del edificio principal el cual acoge todos los servicios asistenciales y administrativos que le son propios como hospital general de carácter comarcal. Además existen otros edificios de menor superficie, dedicados a albergar la central de climatización general del centro, mantenimiento, ambulancias y almacén general.
El edificio principal, de base cuadrada, alberga en su interior cuatro espacios libres a modo de patios, que se alinean de manera simétrica y en parejas lo que confiere al edificio su característica forma de H. Se estructura en dos plantas cada una de ellas con cuatro alas (norte, sur, este y oeste). La planta baja, dedicada básicamente a servicios centrales (laboratorio, radiología, farmacia y anatomía patológica), urgencias, consultas externas, archivos y área administrativa, y la primera planta para hospitalización, bloque quirúrgico, maternidad y reanimación. Es un edificio autosuficiente energéticamente, pues cuenta con una instalación de techos solares.
Mantiene dos entradas claramente diferenciadas, la de urgencias por el lado norte y la principal con el resto de dependencias citadas por su lado oeste, siendo el resto de las existentes de uso interno, es decir para circulación del personal trabajador adscrito a cada uno de los servicios.
El centro dispone de una zona de aparcamientos que tiene acceso único por la avenida de Juan Carlos I a través de Miguel Espinosa y carretera de Granada, con una capacidad estimada de 120 plazas.
El recinto colinda con el centro de salud de la localidad.

## Área de influencia
El Hospital Comarcal del Noroeste abarca un área de influencia de unos 71.549 habitantes. Presta servicio al área de salud de referencia IV (Noroeste), que engloba los municipios de Caravaca, Calasparra, Bullas, Cehegín y Moratalla.

## Cartera de servicios

### Área Médica
- Alergia
- Cardiología
- Digestivo
- Endocrinología y Nutrición
- Hematología
- Medicina Interna
- Neumología
- Neurología
- Oncología Médica
- Pediatría
- Psiquiatría
- Reumatología
- Unidad del Dolor

### Área Quirúrgica
- Cirugía General y Digestivo
- Dermatología
- Obstetricia y Ginecología
- Oftalmología
- Otorrinolaringología
- Traumatología y Cirugía Ortopédica
- Urología

### Servicios Centrales
- Análisis Clínicos
- Anestesia Reanimación
- Anatomía Patológica
- Bioquímica Clínica
- Farmacia Hospitalaria
- Radiodiagnóstico
- Rehabilitación
- Urgencias

## Accesos

### Por carretera
Está situado en el área más noroccidental de la población de Caravaca de la Cruz, ubicado entre las calles Dr. Robles, avenida de Juan Carlos I, carretera de Granada y Miguel Espinosa, teniendo su acceso principal por esta última.

### En autobús
A 700 m se encuentra la estación de autobuses del municipio, con conexiones a Murcia, Moratalla y Calasparra, entre otros destinos.